# Петрешть (Алба)
Петрешть, Петрешті (рум. Petrești) — село у повіті Алба в Румунії. Адміністративно підпорядковане місту Себеш.
Село розташоване на відстані 258 км на північний захід від Бухареста, 17 км на південь від Алба-Юлії, 95 км на південь від Клуж-Напоки.

## Населення
За даними перепису населення 2002 року у селі проживали 4230 осіб.
Національний склад населення села:
| Національність | Кількість осіб | Відсоток |
| -------------- | -------------- | -------- |
| румуни         | 3957           | 93,5%    |
| німці          | 189            | 4,5%     |
| цигани         | 44             | 1,0%     |
| угорці         | 38             | 0,9%     |

Рідною мовою назвали:
| Мова      | Кількість осіб | Відсоток |
| --------- | -------------- | -------- |
| румунська | 4020           | 95,0%    |
| німецька  | 174            | 4,1%     |
| угорська  | 30             | 0,7%     |